# Actias gnoma
Actias gnoma är en fjärilsart som beskrevs av Butler 1877. Actias gnoma ingår i släktet månspinnare, och familjen påfågelspinnare. Inga underarter finns listade i Catalogue of Life.